# Subestrutura
Em lógica matemática, uma subestrutura é uma estrutura cujo domínio é um subconjunto de uma estrutura maior,  cujas funções e relações são rastros das funções e relações da estrutura maior. Mudando o ponto de vista, a estrutura maior é chamada de uma extensão ou uma superestrutura de uma subestrutura. Na Teoria dos modelos, o termo "submodelo" é freqüentemente usado como sinônimo de subestrutura, especialmente quando o contexto sugere uma teoria em que ambas as estruturas são modelos.
Na presença de relações (ou seja, para estruturas como grupos ordenados ou grafos, cuja assinatura não é funcional) pode fazer sentido abrandar as condições em uma subálgebra de modo que as relações em uma subestrutura fraca são, no máximo, aquelas induzidas a partir da estrutura maior. Subgrafos são um exemplo onde a distinção importa, e o termo "subgrafo", de fato, refere-se a subestruturas fracas. Grupos ordenados, por outro lado, têm a propriedade especial de que toda subestrutura de um grupo ordenado que é ele próprio um grupo ordenado, é uma subestrutura induzida.
Dadas duas estruturas A e B, como sabemos se:
- A é subestrutura de B?
- B é subestrutura de A?

I) Mesma assinatura  →  Relações binárias, ternárias; funções...
II) Mesma natureza de domínio  →  A ⊆ B
III) “Tudo” é preservado

## Definição
Sejam A e B duas estruturas de "MESMA ASSINATURA L". Uma função entre os domínios de A e B, isto é,  h : dom(A) → dom(B) , “preserva os papéis” se: 
1. Para todo símbolo de constante c de L: 
```
 * h(c
A
) = c
B
```

2. Para todo símbolo de relação n-ária (n > 0) R de L:
```
  * se (x
1
, x
2
,..., x
n
) ∈ R
A
 então (h(x
1
), h(x
2
),..., h(x
n
)) ∈ R
B
```

3. Para todo símbolo de função n-ária (n > 0) m de L:
```
   * h(m
A
(x
1
,x
2
,...,x
n
)) = m
B
(h(x
1
),h(x
2
),...,h(x
n
))
```

As definições acima definem um "Homomorfismo". Para que haja um "Homomorfismo imersor", a função h deve ser "Injetiva" e no lugar de "se" temos "sse"(se somente se). Já para o caso de "Isomorfismo", além de ser "imersor", a função deve ser "Bijetiva" ("Imersão sobrejetora"). 
Sejam A e B duas estruturas, dizemos que  A ⊆ B sse a função identidade de A para B é um "HOMOMORFISMO IMERSOR" de A para B e  dom(A) ⊆ dom(B). Nesse caso dizemos que A é "SUBESTRUTURA" de B ou que B é "EXTENSÃO" de A.

## Exemplo
Na linguagem que consiste das funções binárias + e ×, relações binárias <, e constantes 0 e 1, a estrutura (Q, +, ×, <, 0, 1) é uma subestrutura de (R, +, ×, <, 0, 1). Mais genericamente, as subestruturas de um corpo ordenado são precisamente seus subcorpos. Da mesma forma, na linguagem (x, -1, 1) de grupos, as subestruturas de um grupo são seus subgrupos. 
No caso de grafos (na assinatura consistindo de uma relação binária), as subestruturas induzida de um grafo são precisamente os seus subgrafos induzidos, e suas subestruturas fracas são precisamente seus subgrafos.

## Subestruturas como subobjetos
Para cada assinatura s, subestruturas induzidas de s-estruturas são os subobjetos na categoria concreta de s-estruturas e homomorfismos forte (e também na categoria concreta de s-estruturas e s-imersões). 
Subestruturas fracas de s-estruturas são os subobjetos na categoria concreta de s-estruturas e homomorfismos no sentido comum.

## Submodelo
Em Teoria dos modelos, dada uma estrutura M, que é um modelo de uma teoria T, um submodelo de M em um sentido mais estrito é uma subestrutura de M que é também um modelo de T. Por exemplo, se T é a teoria de grupos abelianos na assinatura (+, 0), então o submodelos do grupo dos inteiros (Z, +, 0) são as subestruturas que também são os grupos.
Assim, os números naturais (N, +, 0) forma uma subestrutura de (Z, +, 0) que não é um submodelo, enquanto os números pares (2Z, +, 0) formam um submodelo que é (um grupo, mas) não um subgrupo.

## Outros Exemplos
1. Os números algébricos formam um submodelo dos números complexos na teoria de corpos algebricamente fechados.
2. Os números racionais formam um submodelo dos números reais na teoria dos corpos.
3. Toda subestrutura básica de um modelo de uma teoria T também satisfaz T; logo é um submodelo.

Na categoria de modelos de uma teoria e imersão entre eles, os submodelos de um modelo são os seus subobjetos.